# Anelytra fastigata
Anelytra fastigata är en insektsart som beskrevs av Sigfrid Ingrisch 1990. Anelytra fastigata ingår i släktet Anelytra och familjen vårtbitare.

## Underarter
Arten delas in i följande underarter:
- A. f. fastigata
- A. f. tripagoda